# Louie Media
Louie Media est un studio de podcasts français, lancé en mars 2018 par Mélissa Bounoua et Charlotte Pudlowski. Le studio produit aujourd’hui plusieurs émissions dont Émotions, Passages, Injustices, Le Book Club, et Travail (en cours). Les formats y sont variés, avec des épisodes très courts (Entre), ou beaucoup plus longs (Injustices), des interviews, témoignages, propos d’experts… 
En juin 2021, le studio revendique plus de 400 000 écoutes par mois en France. Il emploie 15 salariées.
Louie Media est membre fondateur de l'organisation PIA (Producteurs indépendants audio).
Le 8 juillet 2021, Télérama révèle dans une longue enquête de nombreux cas de souffrances au travail, d’humiliations au sein de Louie Media, plusieurs salariés et associés évoquant un régime de terreur mené par les fondatrices Charlotte Pudlowski et Mélissa Bounoua,.
En avril 2021, le studio signe un accord avec le groupe Mediawan pour l'adaptation de ses podcasts en œuvre audiovisuelle.

## Programmes de Louie Media
Louie Media produit neuf podcasts en son nom : Entre, Manger, Émotions, Injustices, Le Book Club, Une Autre Histoire, Travail (en cours), Fracas et Passages.

### Entre
Créé en mars 2018, Entre est le premier podcast diffusé par Louie Media. La saison 1 suit le parcours de la jeune Justine, 11 ans, pendant l’année de son entrée en 6ème au micro de Charlotte Pudlowski. Le podcast de 26 épisodes a été classé parmi les 10 meilleurs podcasts de 2018 par Les Inrockuptibles. La saison 2 de Entre, sortie en novembre 2019 et disponible en exclusivité sur Spotify pendant un an, donne la parole à Julie (8 ans) et Lucien (11 ans) qui racontent au micro de leur belle-mère Brune Bottero comment grandir et se construire au sein d’une famille recomposée[réf. souhaitée].

### Manger
Co-créé en juillet 2018 avec Nora Bouazzouni, Manger est le deuxième podcast lancé par le studio Louie Media. Ce podcast, anciennement appelé Plan Culinaire, interroge les habitudes et les comportements alimentaires. Parmi les 24 épisodes disponibles, de nombreux thèmes sont abordés comme l’origine de nos (dé)goûts alimentaire, la surconsommation de nourriture au moment des fêtes, les raisons qui nous poussent à faire des heures de queue pour manger une pizza ou le pouvoir nostalgique des aliments.

### Émotions
Créé en janvier 2019, le podcast Émotions compte aujourd’hui[Quand ?] deux saisons et plus de 30 épisodes. Cette émission a pour but de comprendre ce que l’on ressent et d'où viennent les émotions que l’on éprouve.
En mai 2021, 'Emotions' fait l'objet d'une adaptation littéraire co-éditée avec les éditions Les Arènes. L'ouvrage collectif est signé par Cyrielle Bedu, Agathe Le Taillandier, Paloma Soria Brown et Maud Ventura. Tiré à 10 000 exemplaires, le livre explique à partir des témoignages recueillis par le podcast, les origines de tous les ressentis humains (colère, anxiété, hypersensibilité, nostalgie, amour).

### Injustices
Créé en juin 2019, le podcast Injustices décortique les injustices structurelles. La première saison, une enquête en 5 épisodes de Clara Garnier-Amouroux, est consacrée au sexisme et au harcèlement dans le milieu du journalisme à la suite des révélations de la Ligue du LOL. La deuxième saison, intitulée « Ou peut-être une nuit » (en référence à la chanson de Barbara L’aigle noir), est une enquête en 6 épisodes de Charlotte Pudlowski sur la fabrique du silence autour de l’inceste. L'auteure tire un fil qui met en lumière les mécanismes de silence et de honte en rencontrant victimes, spécialistes et scientifiques pour comprendre et faire comprendre l'étendue de ces violences faites aux enfants. Charlotte Pudlowski a reçu pour ce documentaire le prix Philippe Chaffanjon du reportage multimédia, une première dans l'industrie du podcast. Il sera adapté en ouvrage littéraire chez Grasset en septembre 2021.

### Le Book Club
Créé en juillet 2019, le Book Club est le podcast qui aide à renouveler sa bibliothèque grâce à de grandes lectrices qui font partagent leurs bibliothèques et le livre qui a compté pour elle à un moment charnière de leur vie.

### Une Autre Histoire
Créé en octobre 2019, le podcast Une Autre Histoire met en lumière le parcours de femmes qui ont été effacées de l’histoire. La première saison raconte la naissance du cinéma à travers la figure d’Alice Guy, première réalisatrice de films de fiction dont le nom a été effacé des livres d’histoire.

### Travail (en cours)
Créé en mars 2020, le podcast Travail (en cours) questionne nos habitudes de travail et sa place dans nos vies. Dans un format qui mélange analyses, paroles d’experts et témoignages, ce podcast traite de nombreux sujets comme le deuil du job idéal, la tenue de travail, la semaine de quatre jours, le bore-out, la hiérarchie des métiers ou l’injonction à la pédagogie des personnes racisées en entreprise.

### Fracas
Créé en coproduction avec Radio Nova en septembre 2020, Fracas est une chronique radio et sa déclinaison podcast dans laquelle Charlotte Pudlowski interroge des personnalités et des anonymes sur leur rapport à la parole. Chaque jeudi, en compagnie de ses invités, elle se demande pourquoi c’est parfois si difficile de parler.

### Passages
Créé en octobre 2020, Passages est un podcast d’histoires vraies qui interroge l’importance du point de vue et de la subjectivité dans chaque récit. Chaque épisode, à l’aide d’une ou de plusieurs voix, fait entendre comment une même histoire peut être racontée différemment.

### Ne l’oubliez pas
Ne l’oubliez pas donne la parole à quatre survivantes de la déportation.

## Productions de Louie Creative
Louie Media produit également des podcasts pour d’autres : les productions externes représentent 80 % du chiffre d’affaires de la société. Notamment pour Spotify, Sybel, Canal +, BirchBox, American Express, Crédit Agricole ou Guerlain.
En 2016, Charlotte Pudlowski lançait le podcast Transfert chez Slate.fr, Louie Media en a assuré la production jusqu'en mars 2020.

## Fondatrices et actionnaires
Charlotte Pudlowski (ex-rédactrice en chef de Slate.fr) et Mélissa Bounoua (ex-rédactrice en chef adjointe de Slate.fr) créent Louie Media fin 2017.
Le réalisateur Alexandre Mognol qui a trouvé le nom de l'entreprise raconte qu'il était prévu qu’il devienne directeur général délégué du studio, et en possède 33 %. Mais Charlotte Pudlowski et Mélissa Bounoua lui proposent finalement qu'un poste de salarié et seulement 5 % des parts de la société. « C’est arrivé soudainement, alors que je bossais dur sur certains projets, dont Transfert et Plan culinaire, explique-t-il à Télérama. Après avoir partagé durant sept mois mes idées de réalisation, des méthodes de travail, et fait les premiers enregistrements dans mon home studio, elles ont finalement souhaité me laisser sur le côté, juste avant de signer les statuts. »
En janvier 2020, Louie Media annonce sa première levée de fonds : 450 000 euros levés auprès de business angels, parmi lesquels Olivier Fleurot (ancien de Publicis, Financial Times et Les Échos), Orla Noonan (présidente d'Adevinta, administratrice de l’AFP et d'Iliad), Mikaël Aubertin et Julia Perroux (fondateurs de la start-up Good Goût), mais aussi Sylvie Hoarau du groupe Brigitte.
Le même mois, Katia Sanerot (ancienne collaboratrice de Madame Figaro) les rejoint comme directrice générale et associée.
En décembre 2022, Daniel Kretinsky, le propriétaire de l'hebdomadaire Elle, acquiert 47 % de Louie Media.

## Accusations de harcèlement
Le 8 juillet 2021, Télérama dévoile le résultat d’une enquête avec une dizaine de témoignages de salariés, anciens salariés et anciens collaborateur de l’entreprise. L'hebdomadaire rapporte qu'en trois ans d'existence, vingt personnes ont été employées par l'entreprise, dont neuf l'ont quittée rapidement, voire précipitamment. De nombreux cas de souffrances au travail, harcèlement moral, d’humiliations au sein de l’entreprise sont révélés, plusieurs salariés et ex-salariés évoquant un management de la terreur mené par les deux dirigeantes Charlotte Pudlowski et Mélissa Bounoua et contraires aux valeurs féministes mises en avant par l'entreprise,,. « Dans cette entreprise, on ne m’a pas managée, mais seulement écrasée et manipulée émotionnellement » assure notamment une ancienne collaboratrice qui témoigne dans le magazine. Dans les conclusions d'une enquête révélée par Mediapart, l'association Prenons la une rapporte qu' « au moins neuf salariées » ont été victimes d'un « management qualifié de violent via une surcharge de travail », d’« humiliations personnelles, dénigrement professionnel (entraînant au moins deux burn-out reconnus par les médecins) » ou d’« une mise en concurrence des salariées ». Selon les enquêtrices de l’association, « tous les éléments accumulés conduisent à la définition légale du harcèlement moral ».